# بطاقة صفراء (فلم)
بطاقة صفراء هو فيلم كوميدي رومانسي زيمبابوي صدر في عام 2000 من إنتاج لويز ريبر وإخراج جون ريبر من سيناريو شارك في كتابته مع
أندرو والي. يدور الفيلم حول لاعب كرة قدم مراهق أصبح أبًا لطفلة بعد علاقة حميمة غير محمية مع حبيبته مما يدخله في مشاكل وعواقب جمة.

## القصة
يدور الفيلم حول تيان طالب في المدرسة الثانوية ينتمي لعائلة ثرية ويحظى بمستقبل واعد في مجال كرة القدم حيث أضحى نجما. لكن حياته تنقلب رأسا على عقب عندما تربطه علاقة مع ليندا في مرحلة عمرية تعد الأصعب لدى المراهقين تنتج عنها عواقب غير متوقعة قد تدمر علاقته مع جولييت الفتاة التي يحبها حقًا.

## الإنتاج والتصوير
- تم تصوير الفيلم في مدينة هراري، زيمبابوي.[6]
- تم عرض الفيلم لأول مرة في 25 ديسمبر 2000.[7] حيث تلقى انتقادات متباينة من قبل النقاد.[8]

## طاقم العمل
- لوروا غوبال
- كاسامبا مكومبا
- دوميزو غوميد
- كولين سيبانغاني دوبي
- والتر موباروتسا
- إيفيت أوجيست موشنجي

## وصلات خارجية
- مقالات تستعمل روابط فنية بلا صلة مع ويكي بيانات